# Peristylus rindjaniensis
Peristylus rindjaniensis är en orkidéart som beskrevs av Johannes Jacobus Smith. Peristylus rindjaniensis ingår i släktet Peristylus och familjen orkidéer. Inga underarter finns listade i Catalogue of Life.